# New Albany (Indiana)
New Albany és una població dels Estats Units a l'estat d'Indiana. Segons el cens del 2000 tenia 37.603 habitants.

## Demografia
Segons el cens del 2000, New Albany tenia 37.603 habitants, 15.959 habitatges, i 10.054 famílies. La densitat de població era de 992,4 habitants/km².
Dels 15.959 habitatges en un 29,6% hi vivien nens de menys de 18 anys, en un 42,5% hi vivien parelles casades, en un 16,1% dones solteres, i en un 37% no eren unitats familiars. En el 30,8% dels habitatges hi vivien persones soles l'11,7% de les quals corresponia a persones de 65 anys o més que vivien soles. El nombre mitjà de persones vivint en cada habitatge era de 2,31 i el nombre mitjà de persones que vivien en cada família era de 2,88.
Per edats la població es repartia de la següent manera: un 24% tenia menys de 18 anys, un 9,6% entre 18 i 24, un 29,2% entre 25 i 44, un 21,8% de 45 a 60 i un 15,4% 65 anys o més.
L'edat mediana era de 37 anys. Per cada 100 dones de 18 o més anys hi havia 84,6 homes.
La renda mediana per habitatge era de 34.923$ i la renda mediana per família de 41.993$. Els homes tenien una renda mediana de 31.778$ mentre que les dones 24.002$. La renda per capita de la població era de 18.365$. Entorn de l'11,4% de les famílies i el 13,7% de la població estaven per davall del llindar de pobresa.

## Poblacions més properes
El següent diagrama mostra les poblacions més properes.